# Campionato serbo femminile di pallanuoto
Il campionato serbo femminile di pallanuoto è l'insieme dei tornei pallanuotistici femminili nazionali istituiti dalla Vaterpolo Savez Srbije, la federazione serba di pallanuoto, riservati a squadre di club.
Il campionato si svolge annualmente dal 2006-2007.

## Campionato nazionale
Il campionato nazionale (Prvenstvo Srbije za dame) vede la partecipazione di 8 club che si affrontano in girone unico seguito dai play-off.

### Organico 2014-2015
-  Bečej
-  Partizan
-  Senta
-  Stari Grad
-  Stella Rossa
-  Taš 2000 Beograd
-  Vojvodina
-  Vračar

## Albo d'oro
- 2007:  Taš 2000 Beograd
- 2008:  Taš 2000 Beograd
- 2009:  Taš 2000 Beograd
- 2010:  Taš 2000 Beograd
- 2011:  Taš 2000 Beograd
- 2012:  Taš 2000 Beograd
- 2013:  Taš 2000 Beograd
- 2014:  Stella Rossa
- 2015:  Stella Rossa
- 2016:  Stella Rossa
- 2017:  Stella Rossa
- 2018:  Stella Rossa
- 2019:  Palilula
- 2020: non assegnato
- 2021:  Vojvodina
- 2022:  Vojvodina
- 2023:  Vojvodina
- 2024:  Vojvodina
- 2025:  Vojvodina